# Lawrence Roberts (Basketballspieler)
Lawrence Edward Roberts III (* 20. Oktober 1982 in Houston, Texas) ist ein US-amerikanischer Basketballspieler. Roberts setzte 2008 seine professionelle Laufbahn nach einer kurzen Karriere in der am höchsten dotierten Profiliga NBA in Europa fort. Nach zwei Spielzeiten in Serbien, wo er mit KK Partizan 2010 ein Triple aus dem Gewinn der nationalen Meisterschaft, Pokal und der ABA-Liga erreichte, sowie je einer in der Türkei und Litauen spielte Roberts in der Basketball-Bundesliga 2012/13 für den FC Bayern München, mit dem er die deutsche Vizemeisterschaft errang.

## Karriere
Roberts wechselte 2001 nach seinem Abschluss an der Lamar High School in seiner Geburtsstadt zum Studium an die Baylor University in Waco. Dort spielte er für die Hochschulmannschaft Bears in der Big 12 Conference der NCAA. 2003 wurden im Basketballprogramm der Bears nach dem Mord an Roberts Mannschaftskameraden Patrick Dennehy verschiedene Verstöße gegen die Regularien der NCAA aufgedeckt. Roberts wechselte daraufhin an die Mississippi State University (MSU). Infolge der Verstöße der Baylor Bears gegen die NCAA-Regularien wurde Roberts die ansonsten für den Hochschulwechsel vorgesehene Sperre von einem Jahr für Meisterschaftsspiele erlassen und er spielte die folgenden beiden Jahre für die MSU Bulldogs in der Southeastern Conference (SEC). In den folgenden beiden Spielzeiten erreichte man jeweils die zweite Runde in der landesweiten Endrunde der NCAA. Nach einer überraschenden Niederlage gegen die Musketeers der Xavier University of Cincinnati 2004 folgte im Jahr darauf eine Niederlage gegen die favorisierten Blue Devils der Duke University.
Roberts, der in drei von vier Collegespielzeiten in den beiden spielstarken Conferences jeweils ein Double-Double im Schnitt aufgelegt hatte und 2004 von Associated Press in das „All-American Team“ der besten fünf Collegespieler eingeordnet worden war, wurde in der NBA-Draft 2005 in der zweiten Runde von den Seattle SuperSonics ausgewählt und direkt im Anschluss gegen zukünftige „Draft Picks“ an die Memphis Grizzlies weitergereicht. Bei den Grizzlies hatte Roberts eine eher mäßige Spielzeit als „Rookie“ und wurde in nur 33 Spielen mit weniger als durchschnittlich sechs Minuten Spielzeit eingesetzt. Zusätzlich wurde er an das Farmteam Arkansas RimRockers in der NBA Development League (D-League) weitergereicht, wo er weitere zehn Einsätze in dieser Spielzeit hatte. In seiner zweiten NBA-Spielzeit gehörte er fest zum Kader der Grizzlies und agierte in 54 Einsätzen auch 18-mal als Spieler der „Starting Five“. Trotzdem hatte er zu Beginn der Spielzeit 2007/08 keinen neuen Vertrag und unterschrieb zunächst einen Vertrag in Europa beim griechischen Spitzenklub Olympiakos Piräus. Dieser Vertrag wurde jedoch vor Saisonbeginn wieder aufgelöst. Zu einem neuen Vertrag in der NBA bei den Washington Wizards, wo er im Oktober in der Saisonvorbereitung agierte, kam es in der Folge nicht.
Erst zu Beginn der Spielzeit 2008/09 unterschrieb Roberts wieder einen neuen Profivertrag beim KK Roter Stern in der serbischen Hauptstadt Belgrad. Hier verlor er mit Roter Stern sowohl das nationale Pokalfinale, die Finalserie der Meisterschaft sowie das Halbfinale der Adria-Liga gegen den lokalen Erzrivalen KK Partizan. Für die darauffolgende Spielzeit 2009/10 wurde er selbst vom serbischen Serienmeister Partizan unter Vertrag genommen. Zusammen mit unter anderem seinem Landsmann Bo McCalebb gewann Roberts für Partizan erneut das Triple aus Meisterschaft, Pokal und Adria-Liga. Zudem war man in der EuroLeague 2009/10 sehr erfolgreich und erreichte das Final-Four-Turnier des höchsten europäischen Vereinswettbewerbs, bei dem man nach zwei Niederlagen nach Verlängerung den vierten Platz belegte. Für die darauffolgende Spielzeit 2010/11 ging er zu Efes Pilsen nach Istanbul, Mit dem türkischen Vizemeister gewann er zu Saisonbeginn den Präsidentenpokal, verlor jedoch am Saisonende die Play-off-Halbfinalserie um die Meisterschaft gegen Titelverteidiger Fenerbahçe Ülker. In der EuroLeague 2010/11 erreichte man die Zwischenrunde der 16 besten Mannschaften, in der man unter anderem Montepaschi Siena um Roberts ehemaligen Mannschaftskameraden McCalebb den Vortritt lassen musste und ausschied.
Für die Spielzeit 2011/12 wechselte Roberts zum litauischen Lietuvos rytas aus Vilnius. Zu Beginn der Spielzeit verlor man das Finalspiel in der Qualifikation für die EuroLeague 2011/12 vor eigenem Publikum gegen Galatasaray Istanbul und startete daraufhin im Eurocup 2011/12, in der man als zweimaliger Pokalgewinner erneut das Final-Four-Turnier erreichte. Nach einer Halbfinalniederlage gegen Valencia Basket Club gewann man das Spiel um den dritten Platz gegen BK Spartak Sankt Petersburg. In den nationalen Wettbewerben und in der Baltic Basketball League musste der Verein erneut Dauerrivale Žalgiris Kaunas den Vortritt lassen. Einzig in der VTB United League 2011/12 konnte man sich vor Kaunas platzieren, verlor aber das Halbfinale beim Final-Four-Turnier dieses Wettbewerbs gegen den russischen Serienmeister PBK ZSKA Moskau. Das kleine Finale gegen Lokomotive Kuban Krasnodar konnte man dann wieder für sich entscheiden und belegte einen dritten Platz in diesem osteuropäischen Wettbewerb. Für die darauffolgende Spielzeit 2012/13 wechselte Roberts zusammen mit seinem Mannschaftskameraden Tyrese Rice zum deutschen Erstligisten Bayern München, der jedoch im Vorfeld auf eine Teilnahme an europäischen Vereinswettbewerben verzichtet hatte. In den Play-offs verlor der Hauptrundenvierte die Finalserie der Basketball-Bundesliga 2012/13 gegen den Titelverteidiger Brose Baskets knapp in fünf Spielen.
Zur folgenden Saison ging Roberts 2013 zurück nach Istanbul in die Türkei, wo er beim ambitionierten Zweitligisten Darûşşafaka SK spielte. Nachdem die Doğuş Holding als Sponsor eingestiegen war und unter anderem die Verpflichtung von Roberts ermöglichte, schaffte der Verein am Saisonende die Rückkehr in die höchste türkische Spielklasse. Zur Saison 2014/15 wechselte Roberts jedoch nach Frankreich an den Ärmelkanal zum Basket Club Maritime aus Gravelines (Dunkerque), der nach einem zwölften Platz in der Vorsaison der LNB Pro A jedoch an keinem internationalen Wettbewerb mehr teilnahm. Roberts gab persönliche Gründe an, um seinen Vertrag mit dem Verein bereits im Februar 2015 noch vor Saisonende aufzulösen.